# Lutte aux Jeux olympiques de la jeunesse d'été de 2010
Navigation
Édition suivante
La lutte aux jeux olympiques de la jeunesse d'été de 2010 a eu lieu à Singapour du 15 au 17 août.

## Tableau des médailles
| Rang  | Nation       | Or | Argent | Bronze | Total |
| ----- | ------------ | -- | ------ | ------ | ----- |
| 1     | Azerbaïdjan  | 4  | 1      | 0      | 5     |
| 2     | Russie       | 3  | 0      | 2      | 5     |
| 3     | Japon        | 2  | 0      | 0      | 2     |
| 4     | Turquie      | 1  | 1      | 1      | 3     |
| 5     | Kazakhstan   | 1  | 0      | 1      | 2     |
| 5     | Kirghizistan | 1  | 0      | 1      | 2     |
| 7     | Canada       | 1  | 0      | 0      | 1     |
| 7     | Mongolie     | 1  | 0      | 0      | 1     |
| 9     | Cuba         | 0  | 2      | 0      | 2     |
| 10    | Ouzbékistan  | 0  | 1      | 3      | 4     |
| 11    | Inde         | 0  | 1      | 1      | 2     |
| 11    | Iran         | 0  | 1      | 1      | 2     |
| 11    | Ukraine      | 0  | 1      | 1      | 2     |
| 14    | Chine        | 0  | 1      | 0      | 1     |
| 14    | Égypte       | 0  | 1      | 0      | 1     |
| 14    | Corée du Sud | 0  | 1      | 0      | 1     |
| 14    | Moldavie     | 0  | 1      | 0      | 1     |
| 14    | Tadjikistan  | 0  | 1      | 0      | 1     |
| 14    | États-Unis   | 0  | 1      | 0      | 1     |
| 20    | Arménie      | 0  | 0      | 1      | 1     |
| 20    | Finlande     | 0  | 0      | 1      | 1     |
| 20    | Géorgie      | 0  | 0      | 1      | 1     |
| Total | Total        | 14 | 14     | 14     | 42    |

## Compétition filles

### Libre
| Compétition | Or                     | Argent       | Bronze            |
| ----------- | ---------------------- | ------------ | ----------------- |
| 46 kg       | Yu Miyahara            | Lulia Leorda | Petra Olli        |
| 52 kg       | Patimat Bagomedova     | Yuan Yuan    | Nilufar Gadaeva   |
| 60 kg       | Battsetseg Baatarzorig | Pooja Dhanda | Svetlana Lipatova |
| 70 kg       | Dorothy Yeats          | Jinju Moon   | Karyna Stankova   |

## Compétitions garçons

### Libre
| Compétition | Or                 | Argent                         | Bronze             |
| ----------- | ------------------ | ------------------------------ | ------------------ |
| 46 kg       | Aldar Balzhinimaev | Mehran Sheikhi                 | Artak Hovhannisyan |
| 54 kg       | Yuki Takahashi     | Kanan Guluyev                  | Mehmet Ali Daylak  |
| 63 kg       | Azamatbi Pshnatlov | Bakhodur Kadarov               | Irakli Mosidze     |
| 76 kg       | Rasul Kalayci      | Jordan Rogers                  | Dierbek Ergashev   |
| 100 kg      | Ali Magomedabirov  | Abraham de Jesus Conyedo Ruano | Satywart Kadian    |

### Gréco-romaine
| Compétition | Or                  | Argent               | Bronze              |
| ----------- | ------------------- | -------------------- | ------------------- |
| 42 kg       | Murad Bazarov       | Yosvanys Pena Flores | Akan Baimaganbetov  |
| 50 kg       | Elman Mukhtarov     | Nurbek Hakkulov      | Shadybek Sulaimanov |
| 58 kg       | Urmatbek Amatov     | Olexandr Lytvynov    | Artur Suleymanov    |
| 69 kg       | Zhanlbek Kandybayev | Musa Gedik           | Yousef Ghaderian    |
| 85 kg       | Rusian Adzhigov     | Hamdy Abdelwahab     | Rusian Kamilov      |